# Lidmaň
Lidmaň település Csehországban, a Pelhřimovi járásban. Lidmaň Těmice, Nová Cerekev, Moraveč, Obrataň, Dobrá Voda u Pacova és Černovice településekkel határos. Lakosainak száma 277 fő (2024. január 1.).

## Népesség
A település lakosságának változását az alábbi diagram mutatja:
| Lakosok száma | 995  | 964  | 779  | 436  | 272  | 285  | 285  | 280  | 275  | 277  |
|               | 1869 | 1890 | 1921 | 1950 | 1980 | 2001 | 2017 | 2019 | 2022 | 2024 |